# Пфафенхофен (Виртемберг)
Пфафенхофен (њем. Pfaffenhofen) општина је у њемачкој савезној држави Баден-Виртемберг. Једно је од 46 општинских средишта округа Хајлброн. Према процјени из 2010. у општини је живјело 2.378 становника. Посједује регионалну шифру (AGS) 8125081.

## Географски и демографски подаци
Пфафенхофен се налази у савезној држави Баден-Виртемберг у округу Хајлброн. Општина се налази на надморској висини од 206 метара. Површина општине износи 12,0 km². У самом мјесту је, према процјени из 2010. године, живјело 2.378 становника. Просјечна густина становништва износи 198 становника/km².